# الغذاء المعدل وراثيا في غانا

موقع غانا

أدخلت المحاصيل الغذائية المعدلة وراثيًا إلى غانا في عام 2013. وتعتبر المحاصيل والأغذية المعدلة وراثيًا قضية مثيرة للجدل في جميع أنحاء العالم لأسباب مختلفة وغانا ليست استثناءاً، إذ تشمل المجموعات التي تعارض إدخالها إلى السوق المحلية في غانا كل من منظمة سيادة الغذاء في غانا، والتحالف من أجل حقوق المزارعين، والدعوة ضد الكائنات المعدلة وراثيًا، ومؤتمر أساقفة غانا الكاثوليك، وحزب المؤتمر الشعبي الغاني.
يعتقد معارضو الأغذية والمحاصيل المعدلة جينيا أن الغذاء المعدل وراثيا لا يساعد على التمتع بصحة جيدة، وأن هذا النوع من الأغذية ذو طبيعة استعمارية جديدة ولسوف يؤدي إلى تسليم السيطرة على الإمدادات الغذائية إلى الدول الغنية مما يهدد السيادة الغذائية والمصلحة الوطنية للشعب الغاني. بينما يرى المؤيدون أن المحاصيل المعدلة وراثيًا، والمصممة لمقاومة الآفات الشائعة تعمل على زيادة الحاصلات الزراعية، وبالتالي تؤدي إلى زيادة دخل المزارعين والدولة بشكل عام.
سمح قانون السلامة الحيوية رقم 831 لعام 2011 في غانا بإدخال الأطعمة المعدلة وراثيًا إلى البلاد، وبحلول عام 2014 كانت التجارب الميدانية تجرى على محاصيل الأرز واللوبياء المعدلة وراثيًا في منطقة أشانتي، وعلى محاصيل القطن في المناطق الشمالية الثلاث من البلاد. وفي عام 2015 صدر أمر قضائي مؤقت بمنع أي تسويق أو تطوير إضافي للكائنات المعدلة وراثيًا لحين الانتهاء من الدعوى القضائية التي رفعتها شركة فود سوفارينتي غانا ضد وزارة الأغذية والزراعة في غانا.

## تاريخ الأغذية المعدلة جينيا في غانا
دعت الرابطة الوطنية لتجارة البذور في غانا علنًا إلى إدخال البذور المعدلة وراثيًا إلى غانا للمساعدة في التنمية الزراعية والتخفيف من آثار تغير المناخ. وذكرت الرابطة الوطنية لتجارة البذور في غانا أن استخدام بذور المحاصيل المعدلة وراثيًا في هذا البلد الواقع في منطقة غرب إفريقيا سيقلل من عدد المبيدات الحشرية والوقت الذي يستغرقه المزارعون في الرش. صدر قانون السلامة الحيوية في غانا في عام 2011، والذي يسمح لمجلس البحث العلمي والصناعي الغاني بإجراء تجارب على كائنات معدلة وراثيًا معينة. تشير التقديرات إلى أن اللوبياء المعدلة وراثيًا، وهي كائن معدّل وراثيًا كان خاضعا لاختبار مجلس البحث العلمي والصناعي، ستطرح في السوق في غانا في عام 2019.
دعا وزير البيئة والعلوم والتكنولوجيا والابتكار الغاني البروفيسور كوابينا فريمبونج بواتينج في أواخر عام 2017 إلى تثقيف شعب غانا بشأن البذور المعدلة وراثيًا والمنتجات المعدلة وراثيًا إذ يعتقد فريمبونج بواتنج أنه إذا عرف الجمهور المزيد عن المنتجات المعدلة وراثيًا، فمن المرجح أن يقبلوا ويفهموا أهمية الكائنات المعدلة وراثيًا في المساعدة في النهوض باقتصاد غانا وتنميتها.
رفعت شركة فود سوفرينتي غانا، بالتزامن مع حملة فريمبونج بواتنج للتثقيف العام للشعب الغاني حول أهمية تضمين الكائنات المعدلة وراثيًا، دعوى قضائية ضد مجلس هيئة السلامة الحيوية الوطنية في غانا لخططها للمضي قدمًا في إدخال المنتجات المعدلة وراثيًا في السوق المحلية.